# パータンエアー394便墜落事故
パータンエアー394便墜落事故とは、1989年9月8日にデンマーク沖合で発生した航空事故である。また、この事故は2017年現在、デンマーク航空史上最悪のものである。

## 概要
この日、パータンエアー394便（運行機材：コンベア580）が、乗員5名・乗客50名を乗せてノルウェーのオスロを離陸した。途中デンマークを経由しドイツのハンブルクに向かう予定だった。394便に使用されたコンベア機は1953年に製造され、同航空会社が1986年から運行していたが、製造から36年が経過した老朽機であった。
394便はデンマークに向かい高度22,000フィートを巡航飛行していたが、394便とF-16戦闘機がすれ違った後に左に大きく旋回し急降下の後、空中分解した。残骸はノルウェーとデンマークの間のスカゲラク海峡に落下した。この事故で乗員・乗客55名全員が死亡した。

## 事故原因

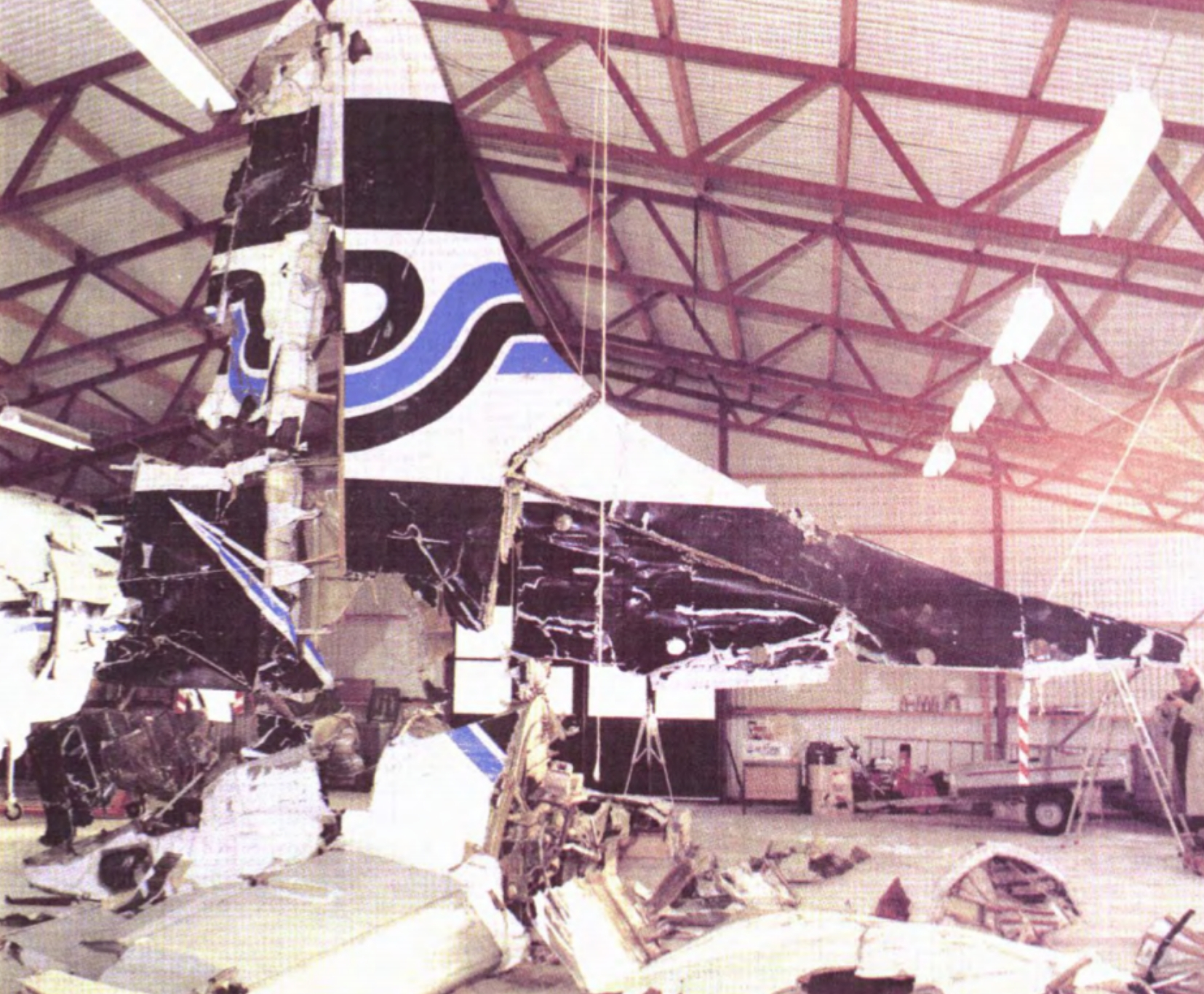
尾部の残骸

公海上で発生したことから出発国の調査機関であるノルウェー事故調査委員会（英語: Accident Investigation Board Norway）が調査を担当した。394便の残骸は9割が回収され、数年に及ぶ事故調査が行われた。

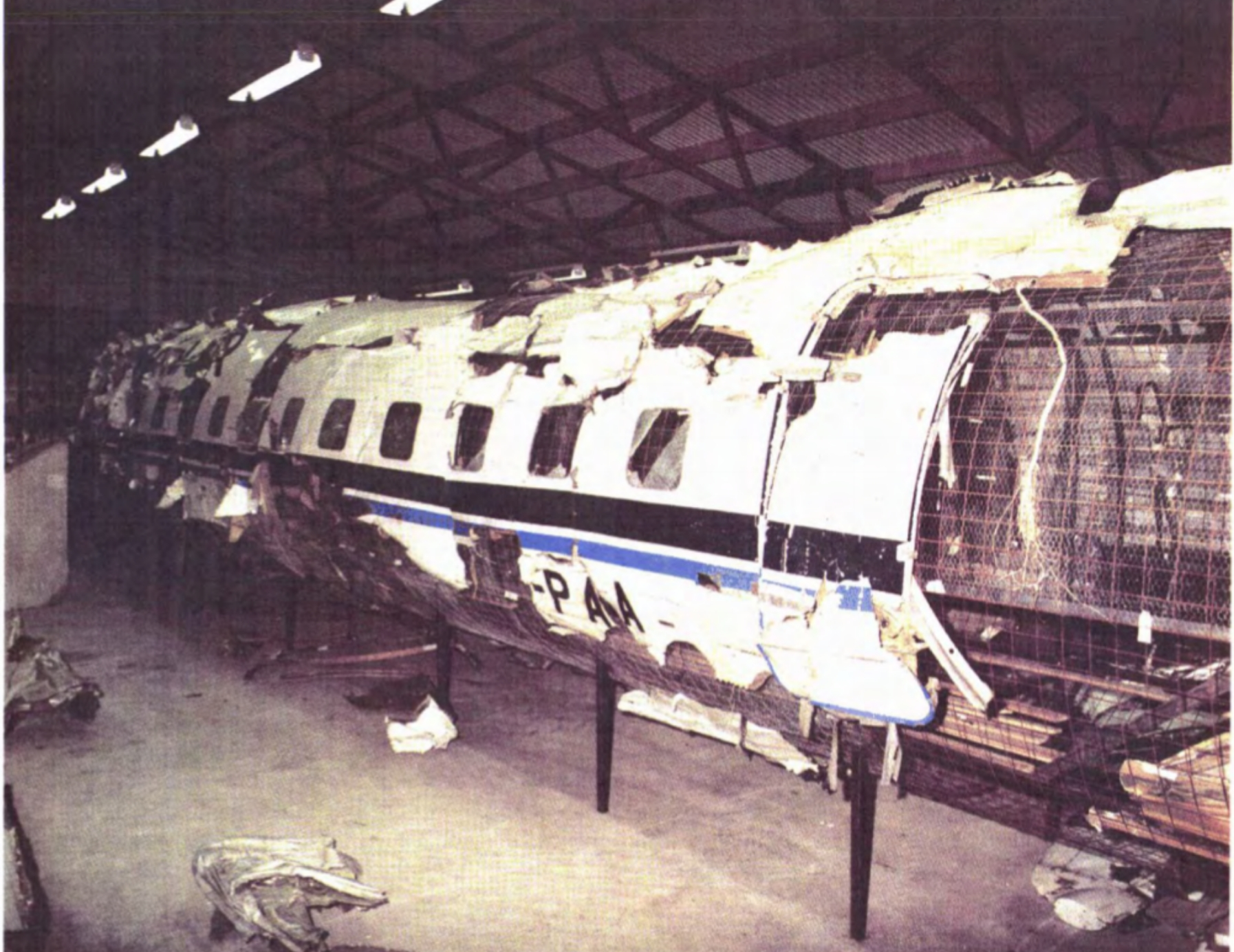
復元された事故機の残骸

パータンエアーは以前に政府チャーター便として使用されたことがあるため、当初は事故機は爆弾テロによって破壊されたという仮説があったが、間も無く否定された。しかし、前述のように394便として使用された機材は老朽化が激しく、残骸から事故原因を特定するには困難を要した。
回収されたコックピットボイスレコーダー（CVR）は、地上ではバッテリから電力を供給され、離陸時にエンジン回転数が上がるとエンジンの発電機から電力供給を受けるように改造されていたが、この切替機構に不具合があったためエンジンの回転数が上がったところで録音が停止し、飛行中の状況が録音されていなかった。またフライトデータレコーダー（FDR）も、アルミ箔に（気圧高度、機首方位、対気速度のみの）波形を記録するような旧式のタイプであり、かつ機体の振動を受けて波形が重複して記録されている状態だったため、FDRの製造メーカーも解析に長い時間を要した。
ノルウェー事故調査委員会の報告書によると、394便の尾翼を機体に止める4本のボルトの内3本が純正部品ではない耐久性の低い模造品であることが判明した。それに加え当日はこの機体の2つのエンジンを動力源とする発電機の内、左側の発電機が故障していた。規定で2つの発電機が稼働している状態でないと飛行できないため、パイロットは通常地上にいる際に使用する補助動力装置（APU）を、飛行中左側の発電機の代わりに使用することで問題を解決しようとした。だが、このAPUの発電機は正しくない方法で機体に固定されており、しかも過去の定期点検でも見過ごされていたためこの時点で既に固定具が壊れてAPU動作時には発電機が大きく振動するようになっていた。そのため飛行中にAPU発電機の振動が尾翼内の部品と共振を起こし、尾翼のフラッター現象を助長した結果、尾翼を止めている（耐久性の低い）模造品のボルトが壊れ、尾翼が破壊され機体が制御不能になったため墜落したと結論付けている。
また、事故当時近くを飛行していたF-16の衝撃波が当機に破壊的な影響を与えたとする主張もあったが、調査の結果レーダー記録などからすれ違い時に両機は大きな影響の出ない間隔で飛行していたとし、F-16の飛行速度もマッハM0.87前後で巡航していたとされた。
また、事故を起こしたパータンエアーは、本件事故以前から経営が悪化していたが、本件事故発生以降のチャーター契約減少と操縦士不足から後に運行を停止した。

## 映像化
- メーデー!:航空機事故の真実と真相 第6シーズン第3話「SILLENT KILLER」

同番組内では粗悪な模造部品について「偽造マーケットの手口は巧妙で、最も墜落してはならないとされるエアフォースワンにまでも偽造パーツが使われていた事実」も語られている。

## 類似事故

### 機体の老朽化に関連した事故の例
- アロハ航空243便事故
- トランス・ワールド航空800便墜落事故

### 方向舵の不具合による事故例
- ユナイテッド航空585便墜落事故
- ノースウエスト航空85便緊急着陸事故